# Renate Hemsteg von Fintel
Renate Hemsteg von Fintel, eigentlich Renate Hemsteg-von Fintel (geboren in Hessen), ist eine ehemalige deutsche Gewerkschafterin und Kommunalpolitikerin. Von 1995 bis 2005 war sie stellvertretendes Mitglied des Thüringer Verfassungsgerichtshofs.

## Ausbildung
Renate Hemsteg-von Fintel wuchs in Hessen auf und wurde von der 1968er-Bewegung geprägt. Nach der Wiedervereinigung zog sie mit ihrem Mann aus Hessen nach Moorgrund in Thüringen. Dort begann sie zu studieren und schloss das Studium mit der Promotion ab. Sie war als Studienrätin tätig.

## Beruflicher Werdegang
Renate Hemsteg-von Fintel wurde Geschäftsführerin der IG Metall Eisenach.
Ende 2010 ging sie in den Ruhestand.

## Engagement
In den beiden Jahrzehnten nach ihrem Umzug nach Thüringen engagierte sie sich in der Kommunalpolitik. Sie war Mitglied im Kreistag des Wartburgkreises und Gemeinderätin in Moorgrund. Im Kreistag war sie schwerpunktmäßig für Soziales zuständig. So war sie dort als Mitglied der Fraktion SPD-Die Grünen stellvertretende Vorsitzende des Jugendhilfeausschusses.
1995 wurde sie vom Landtag zum stellvertretenden Mitglied am Thüringer Verfassungsgerichtshof gewählt, der in diesem Jahr seine Arbeit aufnahm.Am 6. Juli 2000 wählte der Landtag Renate Hemsteg-von Fintel erneut für die Wahlperiode von fünf Jahren zum stellvertretenden Mitglied. Am 15. September 2000 wurde sie ernannt und vereidigt.

## Ämter und Mitgliedschaften
- SPD-Mitglied[2]
- 1995–2005 stellvertretendes Mitglied des Thüringer Verfassungsgerichtshofs
- Beirat der Volkshochschule des Wartburgkreises[2]
- Ab 15. Juli 2009 Mitglied des Aufsichtsrates der KVG Kommunale Personennahverkehrsgesellschaft Eisenach mbH[2][8]
- 2001 Mitglied des Aufsichtsrats der Gesellschaft zur Arbeitsförderung, Beschäftigung und  Strukturentwicklung Wartburg–Werraland mbH (ABS)[9][2]

## Publikationen (Auswahl)
- Vertrauensleute in der IG Metall (2 Bd.). Books on Demand, 2002, ISBN  978-3831132263